# Ronde van Keulen 2023
De 105e editie van de wielerwedstrijd Ronde van Keulen vond plaats op 21 mei 2023. De wedstrijd startte en finishte in Keulen en was 201,1 kilometer lang. De wedstrijd maakte deel uit van de UCI Europe Tour, met de categorie 1.1. De Nederlander Danny van Poppel won de sprint van een kopgroep, voor de Belgische ploeggenoten Milan Menten en Jasper De Buyst.

## Uitslag
| Plaats  | Naam                  | Ploeg                    | Tijd     |
| ------- | --------------------- | ------------------------ | -------- |
| Winnaar | Danny van Poppel      | BORA-hansgrohe           | 4u24'54" |
| 2       | Milan Menten          | Lotto Dstny              | z.t.     |
| 3       | Jasper De Buyst       | Lotto Dstny              | z.t.     |
| 4       | Mike Teunissen        | Intermarché-Circus-Wanty | z.t.     |
| 5       | Robbe Ghys            | Alpecin-Deceuninck       | z.t.     |
| 6       | Luca Mozzato          | Arkéa Samsic             | z.t.     |
| 7       | Pierre-Pascal Keup    | Lotto-Kern Haus          | z.t.     |
| 8       | Nils Politt           | BORA-hansgrohe           | z.t.     |
| 9       | Kelland O'Brien       | Jayco AlUla              | z.t.     |
| 10      | Lucas Eriksson        | Tudor                    | z.t.     |
| 11      | Gerben Kuypers        | Intermarché-Circus-Wanty | + 5"     |
| 12      | Michael Schwarzmann   | Lotto Dstny              | z.t.     |
| 13      | Maximilian Schachmann | BORA-hansgrohe           | + 11"    |
| 14      | Mathijs Paasschens    | Lotto Dstny              | + 24"    |
| 15      | Jonas Koch            | BORA-hansgrohe           | + 3'27"  |
| 16      | Maurice Ballerstedt   | Alpecin-Deceuninck       | z.t.     |
| 17      | Dylan Groenewegen     | Jayco AlUla              | z.t.     |
| 18      | Mika Heming           | Tudor                    | z.t.     |
| 19      | Matúš Štoček          | ATT Investments          | z.t.     |
| 20      | Vinzent Dorn          | Bike Aid                 | z.t.     |

1990 · 
1991 · 
1992 · 
1993 · 
1994 · 
1995 · 
1996 · 
1997 · 
1998 ·
1999 · 
1990 · 
2000 · 
2001 · 
2002 · 
2003 · 
2004 · 
2005 · 
2006 · 
2007 · 
2008 ·
2009 · 
2010 · 
2011 · 
2012 · 
2013 · 
2014 · 
2015 · 
2016 · 
2017 · 
2018 · 
2019 ·
2020 ·
2021 ·
2022 ·
2023 ·
2024